# آئودیتا ترمندی
آئودیتا ترمندی (لاتین: Audita tremendi)، فرمان پاپی که توسط پاپ گریگوری هشتم در ۲۹ اکتبر ۱۱۸۷ برای آغاز جنگ صلیبی سوم صادر شد. این فرمان پس از چند روز از رسیدن گریگوری به مسند پاپی پس از اوربان سوم صادر شد که در واکنش به شکست پادشاهی اورشلیم در نبرد حطین در ۴ ژوئه ۱۱۸۷ و در ادامه سقوط بخش اعظمی از اراضی مقدس به‌خصوص خود شهر اورشلیم توسط صلاح‌الدین ایوبی بود.
قالب و فرم این فرمان همچون کوانتوم پردسسورس است که در سال ۱۱۴۵ برای آغاز جنگ صلیبی دوم صادر شده بود. با این حال این فرمان بر شکست در حطین از صلاح‌الدین ایوبی در ۱۱۸۷ و نتایج آن متمرکز شده است. در این فرمان دلیل شکست و سقوط پادشاهی اورشلیم، «گناهان حاکمان و مردمان» آنجا ذکر شده است و در نتیجه مسیحیان کلیسای لاتین باید بخاطر گناهان توبه کرده و بار دیگر برای بازپس‌گیری اورشلیم صلیب بگیرند. افزون بر این این فرمان آمرزش‌نامههایی را برای کسانی که در جنگ صلیبی شرکت می‌کردند، در نظر گرفته بود. همچنین کلیسا وعده حفاظت از امکان صلیبیون را نیز در این فرمان داده بود.